# Canton de Côte d'Argent
Le canton de Côte d'Argent est une circonscription électorale française du département des Landes.

## Histoire
Un nouveau découpage territorial des Landes entre en vigueur à l'occasion des élections départementales de 2015. Il est défini par le décret du 18 février 2014, en application des lois du 17 mai 2013 (loi organique 2013-402 et loi 2013-403). Les conseillers départementaux sont, à compter de ces élections, élus au scrutin majoritaire binominal mixte. Les électeurs de chaque canton élisent au Conseil départemental, nouvelle appellation du Conseil général, deux membres de sexe différent, qui se présentent en binôme de candidats. Les conseillers départementaux sont élus pour 6 ans au scrutin binominal majoritaire à deux tours, l'accès au second tour nécessitant 12,5 % des inscrits au 1er tour. En outre la totalité des conseillers départementaux est renouvelée. Ce nouveau mode de scrutin nécessite un redécoupage des cantons dont le nombre est divisé par deux avec arrondi à l'unité impaire supérieure si ce nombre n'est pas entier impair, assorti de conditions de seuils minimaux. Dans les Landes, le nombre de cantons passe ainsi de 30 à 15.
Le canton de Côte d'Argent est formé de communes des anciens cantons de Mimizan (6 communes) et de Castets (10 communes). Avec ce redécoupage administratif, le territoire du canton s'affranchit des limites d'arrondissements, avec 6 communes incluses dans l'arrondissement de Mont-de-Marsan et 10 dans l'arrondissement de Dax. Le bureau centralisateur est situé à Mimizan.

## Représentation
| Période élective | Période élective | Mandat | Mandat   | Identité        | Nuance | Nuance | Qualité |
| ---------------- | ---------------- | ------ | -------- | --------------- | ------ | ------ | --- |
| 2015             | 2021             | 2015   | 2021     | Xavier Fortinon |        | PS     | Ancien responsable administratif Conseiller municipal de Mimizan Président de la Communauté de communes de Mimizan Président du Conseil départemental des Landes depuis 2017 Ancien conseiller général du Canton de Mimizan (2004-2015) |
| 2015             | 2021             | 2015   | 2021     | Muriel Lagorce  |        | PS     | Enseignante Conseillère municipale de Léon (2008-2014) et depuis 2020 4ème Vice-Présidente du Conseil départemental |
| 2021             | 2028             | 2021   | en cours | Xavier Fortinon |        | PS     | Conseiller municipal de Mimizan Président de la Communauté de communes de Mimizan Président du Conseil départemental des Landes depuis 2017                                                                                             |
| 2021             | 2028             | 2021   | en cours | Muriel Lagorce  |        | PS     | Conseillère municipale de Léon 4ème Vice-Présidente du conseil départemental, chargée de l'éducation |

### Résultats détaillés

#### Élections de mars 2015
À l'issue du 1er tour des élections départementales de 2015, deux binômes sont en ballottage : Xavier Fortinon et Muriel Lagorce (PS, 39,24 %) et Patricia Lamarque et Philippe Mouhel (Union de la Droite, 35,91 %). Le taux de participation est de 58,27 % (10 722 votants sur 18 399 inscrits) contre 57,2 % au niveau départemental et 50,17 % au niveau national.
Au second tour, Xavier Fortinon et Muriel Lagorce (PS) sont élus avec 52,01 % des suffrages exprimés et un taux de participation de 58,92 % (5 242 voix pour 10 840 votants et 18 399 inscrits).

#### Élections de juin 2021
Le premier tour des élections départementales de 2021 est marqué par un très faible taux de participation (33,26 % au niveau national). Dans le canton de Côte d'Argent, ce taux de participation est de 44,6 % (8 910 votants sur 19 979 inscrits) contre 40,28 % au niveau départemental. À l'issue de ce premier tour, deux binômes sont en ballottage : Xavier Fortinon et Muriel Lagorce (PS, 44,16 %) et Katia Amestoy et Philippe Mouhel (Union au centre et à droite, 34,64 %).
Le second tour des élections est marqué une nouvelle fois par une abstention massive équivalente au premier tour. Les taux de participation sont de 34,36 % au niveau national, 40,68 % dans le département et 45,54 % dans le canton de Côte d'Argent. Xavier Fortinon et Muriel Lagorce (PS) sont élus avec 53,96 % des suffrages exprimés (4 636 voix pour 9 100 votants et 19 981 inscrits),,.

## Composition
Le canton de Côte d'Argent comprend seize communes.
| Nom                             | Code Insee | Intercommunalité      | Superficie (km2) | Population (dernière pop. légale) | Densité (hab./km2) | Modifier                                    |
| ------------------------------- | ---------- | --------------------- | ---------------- | --------------------------------- | ------------------ | ------------------------------------------- |
| Mimizan (bureau centralisateur) | 40184      | CC de Mimizan         | 114,83           | 7 449 (2022)                      | 65                 | modifier les données · modifier les données |
| Aureilhan                       | 40019      | CC de Mimizan         | 11,51            | 1 117 (2022)                      | 97                 | modifier les données · modifier les données |
| Bias                            | 40043      | CC de Mimizan         | 20,95            | 787 (2022)                        | 38                 | modifier les données · modifier les données |
| Castets                         | 40075      | CC Côte Landes Nature | 90,18            | 2 510 (2022)                      | 28                 | modifier les données · modifier les données |
| Léon                            | 40150      | CC Côte Landes Nature | 64,45            | 2 182 (2022)                      | 34                 | modifier les données · modifier les données |
| Lévignacq                       | 40154      | CC Côte Landes Nature | 42,32            | 345 (2022)                        | 8,2                | modifier les données · modifier les données |
| Linxe                           | 40155      | CC Côte Landes Nature | 80,93            | 1 550 (2022)                      | 19                 | modifier les données · modifier les données |
| Lit-et-Mixe                     | 40157      | CC Côte Landes Nature | 112,95           | 1 704 (2022)                      | 15                 | modifier les données · modifier les données |
| Mézos                           | 40182      | CC de Mimizan         | 89,05            | 855 (2022)                        | 9,6                | modifier les données · modifier les données |
| Pontenx-les-Forges              | 40229      | CC de Mimizan         | 80,62            | 1 737 (2022)                      | 22                 | modifier les données · modifier les données |
| Saint-Julien-en-Born            | 40266      | CC Côte Landes Nature | 72,93            | 1 738 (2022)                      | 24                 | modifier les données · modifier les données |
| Saint-Michel-Escalus            | 40276      | CC Côte Landes Nature | 17,59            | 324 (2022)                        | 18                 | modifier les données · modifier les données |
| Saint-Paul-en-Born              | 40278      | CC de Mimizan         | 43,53            | 982 (2022)                        | 23                 | modifier les données · modifier les données |
| Taller                          | 40311      | CC Côte Landes Nature | 41,07            | 680 (2022)                        | 17                 | modifier les données · modifier les données |
| Uza                             | 40322      | CC Côte Landes Nature | 12,88            | 188 (2022)                        | 15                 | modifier les données · modifier les données |
| Vielle-Saint-Girons             | 40326      | CC Côte Landes Nature | 72,03            | 1 451 (2022)                      | 20                 | modifier les données · modifier les données |
| Canton de Côte d'Argent         | 4003       |                       | 967,82           | 25 599 (2022)                     | 26                 | modifier les données                        |

## Démographie
En 2022, le canton comptait 25 599 habitants, en évolution de +8,66 % par rapport à 2016 (Landes : +5,78 %, France hors Mayotte : +2,11 %).
| 2013   | 2018   | 2022   |
| ------ | ------ | ------ |
| 23 011 | 24 336 | 25 599 |